# 19e étape du Tour de France 2024
Pour un article plus général, voir Tour de France 2024.
La 19e étape du Tour de France 2024 s'est déroulée le vendredi 19 juillet 2024 entre Embrun (Hautes-Alpes) et Isola 2000 (Alpes-Maritimes), sur une distance de 144,6 kilomètres.

## Parcours
Au départ d'Embrun et après une vingtaine de kilomètres vallonnés jusqu'au sprint intermédiaire, cette courte étape montagneuse peut ensuite se résumer en une succession d'ascensions et de descentes avec d'abord le col de Vars puis la Cime de la Bonette par la face nord (altitude de 2 802 m), tous deux classés hors catégorie, avant la montée finale vers la station d'Isola 2000 classée en 1re catégorie. Ces trois ascensions répertoriées totalisent 57,8 km.

## Déroulement de la course
Au col de Vars, neuf hommes en tête passent dans cet ordre : Richard Carapaz, Matteo Jorgenson, Wilco Kelderman, Ilan Van Wilder, Oscar Onley, Jai Hindley, Cristian Rodríguez, Simon Yates et Nicolas Prodhomme. Ces échappés comptent alors une avance de 3 min 15 s sur le peloton maillot jaune. Dans le col de la Bonette, trois coureurs lâchent prise laissant Carapaz, Jorgenson, Kelderman, Rodríguez, Hindley et Yates passer le sommet en tête avec 3 min 30 s d'avance sur le peloton maillot jaune constitué d'une vingtaine de coureurs et emmené par l'équipe UAE Emirates de Tadej Pogačar.
Au pied de la montée finale vers Isola 2000, les six fuyards sont toujours ensemble et comptent 3 min 50 s d'avance sur le peloton maillot jaune. Rodríguez puis Hindley sont les premiers distancés. À 13,5 km du sommet, après un important travail de son coéquipier Kelderman, l'Américain Matteo Jorgenson accélère et lâche ses derniers compagnons d'échappée. Dans le groupe maillot jaune, Pogačar place une franche attaque à 10 km du sommet et part seul alors que son retard sur Jorgenson est encore de 2 min 45 s. Il reprend un par un les échappés du jour qu'il laisse sur place, dont Jorgenson à 1,9 km de l'arrivée. Le maillot jaune slovène remporte une quatrième victoire sur ce Tour 2024. Jorgenson, Simon Yates et Carapaz résistent au retour de Remco Evenepoel, qui a tenté en vain de distancer Jonas Vingegaard, calé dans sa roue. Après une étape faste où il a récolté 64 points, Richard Carapaz s'empare du maillot à pois de meilleur grimpeur.

## Résultats
Cette section présente les résultats et prix obtenus au cours de l'étape.

### Classement de l'étape
| Classement de la 19e étape | Classement de la 19e étape | Classement de la 19e étape | Classement de la 19e étape | Classement de la 19e étape |
|                            | Coureur                    | Pays                       | Équipe                     | Temps                      |
| -------------------------- | -------------------------- | -------------------------- | -------------------------- | -------------------------- |
| 1er                        | Tadej Pogačar              | Slovénie                   | UAE Team Emirates          | en 4 h 4 min 3 s           |
| 2e                         | Matteo Jorgenson           | États-Unis                 | Team Visma-Lease a Bike    | + 21 s                     |
| 3e                         | Simon Yates                | Royaume-Uni                | Team Jayco AlUla           | + 40 s                     |
| 4e                         | Richard Carapaz            | Équateur                   | EF Education-EasyPost      | + 1 min 11 s               |
| 5e                         | Remco Evenepoel            | Belgique                   | Soudal Quick-Step          | + 1 min 42 s               |
| 6e                         | Jonas Vingegaard           | Danemark                   | Team Visma-Lease a Bike    | + 1 min 42 s               |
| 7e                         | João Almeida               | Portugal                   | UAE Team Emirates          | + 2 min 0 s                |
| 8e                         | Mikel Landa                | Espagne                    | Soudal Quick-Step          | + 2 min 0 s                |
| 9e                         | Wilco Kelderman            | Pays-Bas                   | Team Visma-Lease a Bike    | + 2 min 52 s               |
| 10e                        | Derek Gee                  | Canada                     | Israel-Premier Tech        | + 3 min 27 s               |
| modifier                   |                            |                            |                            |                            |

### Bonifications en temps
|   | Coureur          | Pays        | Équipe                  | Secondes |
| - | ---------------- | ----------- | ----------------------- | -------- |
| 1 | Tadej Pogačar    | Slovénie    | UAE Team Emirates       | 10 s     |
| 2 | Matteo Jorgenson | États-Unis  | Team Visma-Lease a Bike | 6 s      |
| 3 | Simon Yates      | Royaume-Uni | Team Jayco AlUla        | 4 s      |

### Points attribués
| Sprint intermédiaire Guillestre (km 21,1) | Sprint intermédiaire Guillestre (km 21,1) | Sprint intermédiaire Guillestre (km 21,1) | Sprint intermédiaire Guillestre (km 21,1) | Sprint intermédiaire Guillestre (km 21,1) |
| ----------------------------------------- | ----------------------------------------- | ----------------------------------------- | ----------------------------------------- | ----------------------------------------- |
|                                           | Coureur                                   | Pays                                      | Équipe                                    | Point(s)                                  |
| 1er                                       | Bryan Coquard                             | France                                    | Cofidis                                   | 20                                        |
| 2e                                        | Anthony Turgis                            | France                                    | TotalEnergies                             | 17                                        |
| 3e                                        | Brent Van Moer                            | Belgique                                  | Lotto Dstny                               | 15                                        |
| 4e                                        | Jonas Abrahamsen                          | Norvège                                   | Uno-X Mobility                            | 13                                        |
| 5e                                        | Neilson Powless                           | États-Unis                                | EF Education-EasyPost                     | 11                                        |
| 6e                                        | Wilco Kelderman                           | Pays-Bas                                  | Team Visma-Lease a Bike                   | 10                                        |
| 7e                                        | Oier Lazkano                              | Espagne                                   | Movistar Team                             | 9                                         |
| 8e                                        | Ilan Van Wilder                           | Belgique                                  | Soudal Quick-Step                         | 8                                         |
| 9e                                        | Magnus Cort Nielsen                       | Danemark                                  | Uno-X Mobility                            | 7                                         |
| 10e                                       | Cristian Rodríguez                        | Espagne                                   | Arkéa-B&B Hotels                          | 6                                         |
| 11e                                       | Jai Hindley                               | Australie                                 | Red Bull-Bora-Hansgrohe                   | 5                                         |
| 12e                                       | Davide Formolo                            | Italie                                    | Movistar Team                             | 4                                         |
| 13e                                       | Warren Barguil                            | France                                    | Team dsm-firmenich PostNL                 | 3                                         |
| 14e                                       | Christophe Laporte                        | France                                    | Team Visma-Lease a Bike                   | 2                                         |
| 15e                                       | Valentin Madouas                          | France                                    | Groupama-FDJ                              | 1                                         |
| modifier                                  |                                           |                                           |                                           |                                           |

| Arrivée d'étape Isola 2000 (km 144,6) | Arrivée d'étape Isola 2000 (km 144,6) | Arrivée d'étape Isola 2000 (km 144,6) | Arrivée d'étape Isola 2000 (km 144,6) | Arrivée d'étape Isola 2000 (km 144,6) |
| ------------------------------------- | ------------------------------------- | ------------------------------------- | ------------------------------------- | ------------------------------------- |
|                                       | Coureur                               | Pays                                  | Équipe                                | Point(s)                              |
| 1er                                   | Tadej Pogačar                         | Slovénie                              | UAE Team Emirates                     | 20                                    |
| 2e                                    | Matteo Jorgenson                      | États-Unis                            | Team Visma-Lease a Bike               | 17                                    |
| 3e                                    | Simon Yates                           | Royaume-Uni                           | Team Jayco AlUla                      | 15                                    |
| 4e                                    | Richard Carapaz                       | Équateur                              | EF Education-EasyPost                 | 13                                    |
| 5e                                    | Remco Evenepoel                       | Belgique                              | Soudal Quick-Step                     | 11                                    |
| 6e                                    | Jonas Vingegaard                      | Danemark                              | Team Visma-Lease a Bike               | 10                                    |
| 7e                                    | João Almeida                          | Portugal                              | UAE Team Emirates                     | 9                                     |
| 8e                                    | Mikel Landa                           | Espagne                               | Soudal Quick-Step                     | 8                                     |
| 9e                                    | Wilco Kelderman                       | Pays-Bas                              | Team Visma-Lease a Bike               | 7                                     |
| 10e                                   | Derek Gee                             | Canada                                | Israel-Premier Tech                   | 6                                     |
| 11e                                   | Adam Yates                            | Royaume-Uni                           | UAE Team Emirates                     | 5                                     |
| 12e                                   | Enric Mas                             | Espagne                               | Movistar Team                         | 4                                     |
| 13e                                   | Carlos Rodríguez                      | Espagne                               | Ineos Grenadiers                      | 3                                     |
| 14e                                   | Santiago Buitrago                     | Colombie                              | Bahrain Victorious                    | 2                                     |
| 15e                                   | Jai Hindley                           | Australie                             | Red Bull-Bora-Hansgrohe               | 1                                     |
| modifier                              |                                       |                                       |                                       |                                       |

### Cols et côtes
| Col de Vars (km 42,6) Hors catégorie (18,8 km à 5,7 %) | Col de Vars (km 42,6) Hors catégorie (18,8 km à 5,7 %) | Col de Vars (km 42,6) Hors catégorie (18,8 km à 5,7 %) | Col de Vars (km 42,6) Hors catégorie (18,8 km à 5,7 %) | Col de Vars (km 42,6) Hors catégorie (18,8 km à 5,7 %) |
| ------------------------------------------------------ | ------------------------------------------------------ | ------------------------------------------------------ | ------------------------------------------------------ | ------------------------------------------------------ |
|                                                        | Coureur                                                | Pays                                                   | Équipe                                                 | Point(s)                                               |
| 1er                                                    | Richard Carapaz                                        | Équateur                                               | EF Education-EasyPost                                  | 20                                                     |
| 2e                                                     | Matteo Jorgenson                                       | États-Unis                                             | Team Visma-Lease a Bike                                | 15                                                     |
| 3e                                                     | Wilco Kelderman                                        | Pays-Bas                                               | Team Visma-Lease a Bike                                | 12                                                     |
| 4e                                                     | Ilan Van Wilder                                        | Belgique                                               | Soudal Quick-Step                                      | 10                                                     |
| 5e                                                     | Oscar Onley                                            | Royaume-Uni                                            | Team dsm-firmenich PostNL                              | 8                                                      |
| 6e                                                     | Jai Hindley                                            | Australie                                              | Red Bull-Bora-Hansgrohe                                | 6                                                      |
| 7e                                                     | Cristian Rodríguez                                     | Espagne                                                | Arkéa-B&B Hotels                                       | 4                                                      |
| 8e                                                     | Simon Yates                                            | Royaume-Uni                                            | Team Jayco AlUla                                       | 2                                                      |
| modifier                                               |                                                        |                                                        |                                                        |                                                        |

| Cime de la Bonette (km 87,5) Hors catégorie (22,9 km à 6,9 %) | Cime de la Bonette (km 87,5) Hors catégorie (22,9 km à 6,9 %) | Cime de la Bonette (km 87,5) Hors catégorie (22,9 km à 6,9 %) | Cime de la Bonette (km 87,5) Hors catégorie (22,9 km à 6,9 %) | Cime de la Bonette (km 87,5) Hors catégorie (22,9 km à 6,9 %) |
| ------------------------------------------------------------- | ------------------------------------------------------------- | ------------------------------------------------------------- | ------------------------------------------------------------- | ------------------------------------------------------------- |
|                                                               | Coureur                                                       | Pays                                                          | Équipe                                                        | Point(s)                                                      |
| 1er                                                           | Richard Carapaz                                               | Équateur                                                      | EF Education-EasyPost                                         | 40                                                            |
| 2e                                                            | Matteo Jorgenson                                              | États-Unis                                                    | Team Visma-Lease a Bike                                       | 30                                                            |
| 3e                                                            | Wilco Kelderman                                               | Pays-Bas                                                      | Team Visma-Lease a Bike                                       | 24                                                            |
| 4e                                                            | Cristian Rodríguez                                            | Espagne                                                       | Arkéa-B&B Hotels                                              | 20                                                            |
| 5e                                                            | Jai Hindley                                                   | Australie                                                     | Red Bull-Bora-Hansgrohe                                       | 16                                                            |
| 6e                                                            | Simon Yates                                                   | Royaume-Uni                                                   | Team Jayco AlUla                                              | 12                                                            |
| 7e                                                            | Pavel Sivakov                                                 | France                                                        | UAE Team Emirates                                             | 8                                                             |
| 8e                                                            | Marc Soler                                                    | Espagne                                                       | UAE Team Emirates                                             | 4                                                             |
| modifier                                                      |                                                               |                                                               |                                                               |                                                               |

| \| Isola 2000 (km 144,6) 1re catégorie (16,1 km à 7,1 %) \| Isola 2000 (km 144,6) 1re catégorie (16,1 km à 7,1 %) \| Isola 2000 (km 144,6) 1re catégorie (16,1 km à 7,1 %) \| Isola 2000 (km 144,6) 1re catégorie (16,1 km à 7,1 %) \| Isola 2000 (km 144,6) 1re catégorie (16,1 km à 7,1 %) \| \| ----------------------------------------------------- \| ----------------------------------------------------- \| ----------------------------------------------------- \| ----------------------------------------------------- \| ----------------------------------------------------- \| \| \| Coureur \| Pays \| Équipe \| Point(s) \| \| 1er \| Tadej Pogačar \| Slovénie \| UA Team Emirates \| 10 \| \| 2e \| Matteo Jorgenson \| États-Unis \| Team Visma-Lease a Bike \| 8 \| \| 3e \| Simon Yates \| Royaume-Uni \| Team Jayco AlUla \| 6 \| \| 4e \| Richard Carapaz \| Équateur \| EF Education-EasyPost \| 4 \| \| 5e \| Remco Evenepoel \| Belgique \| Soudal Quick-Step \| 2 \| \| 6e \| Jonas Vingegaard \| Danemark \| Team Visma-Lease a Bike \| 1 \| \| modifier \| \| \| \| \| |                  |             |                         |          |
| Isola 2000 (km 144,6) 1re catégorie (16,1 km à 7,1 %) |                  |             |                         |          |
| | Coureur          | Pays        | Équipe                  | Point(s) |
| 1er | Tadej Pogačar    | Slovénie    | UA Team Emirates        | 10       |
| 2e | Matteo Jorgenson | États-Unis  | Team Visma-Lease a Bike | 8        |
| 3e | Simon Yates      | Royaume-Uni | Team Jayco AlUla        | 6        |
| 4e | Richard Carapaz  | Équateur    | EF Education-EasyPost   | 4        |
| 5e | Remco Evenepoel  | Belgique    | Soudal Quick-Step       | 2        |
| 6e | Jonas Vingegaard | Danemark    | Team Visma-Lease a Bike | 1        |
| modifier |                  |             |                         |          |

### Prix de la combativité
- Richard Carapaz (EF Education-EasyPost)

## Classements à l'issue de l'étape
Cette section présente le classement général et les différents classements annexes à l'issue de l'étape.

### Classement général
| Classement général | Classement général | Classement général | Classement général      | Classement général  |
|                    | Coureur            | Pays               | Équipe                  | Temps               |
| ------------------ | ------------------ | ------------------ | ----------------------- | ------------------- |
| 1er                | Tadej Pogačar      | Slovénie           | UAE Team Emirates       | en 78 h 49 min 20 s |
| 2e                 | Jonas Vingegaard   | Danemark           | Team Visma-Lease a Bike | + 5 min 3 s         |
| 3e                 | Remco Evenepoel    | Belgique           | Soudal Quick-Step       | + 7 min 1 s         |
| 4e                 | João Almeida       | Portugal           | UAE Team Emirates       | + 15 min 7 s        |
| 5e                 | Mikel Landa        | Espagne            | Soudal Quick-Step       | + 15 min 34 s       |
| 6e                 | Carlos Rodríguez   | Espagne            | Ineos Grenadiers        | + 17 min 36 s       |
| 7e                 | Adam Yates         | Royaume-Uni        | UAE Team Emirates       | + 19 min 18 s       |
| 8e                 | Derek Gee          | Canada             | Israel-Premier Tech     | + 21 min 52 s       |
| 9e                 | Matteo Jorgenson   | États-Unis         | Team Visma-Lease a Bike | + 22 min 43 s       |
| 10e                | Giulio Ciccone     | Italie             | Lidl-Trek               | + 22 min 46 s       |
| modifier           |                    |                    |                         |                     |

| Classement par points | Classement par points | Classement par points | Classement par points   | Classement par points |
| --------------------- | --------------------- | --------------------- | ----------------------- | --------------------- |
|                       | Coureur               | Pays                  | Équipe                  | Point(s)              |
| 1er                   | Biniam Girmay         | Érythrée              | Intermarché-Wanty       | 387 points            |
| 2e                    | Jasper Philipsen      | Belgique              | Alpecin-Deceuninck      | 354 pts               |
| 3e                    | Bryan Coquard         | France                | Cofidis                 | 208 pts               |
| 4e                    | Anthony Turgis        | France                | TotalEnergies           | 180 pts               |
| 5e                    | Arnaud De Lie         | Belgique              | Lotto Dstny             | 161 pts               |
| 6e                    | Tadej Pogačar         | Slovénie              | UAE Team Emirates       | 156 pts               |
| 7e                    | Wout van Aert         | Belgique              | Team Visma-Lease a Bike | 152 pts               |
| 8e                    | Jonas Abrahamsen      | Norvège               | Uno-X Mobility          | 149 pts               |
| 9e                    | Remco Evenepoel       | Belgique              | Soudal Quick-Step       | 123 pts               |
| 10e                   | Pascal Ackermann      | Allemagne             | Israel-Premier Tech     | 118 pts               |
| modifier              |                       |                       |                         |                       |

| Classement du meilleur grimpeur | Classement du meilleur grimpeur | Classement du meilleur grimpeur | Classement du meilleur grimpeur | Classement du meilleur grimpeur |
| ------------------------------- | ------------------------------- | ------------------------------- | ------------------------------- | ------------------------------- |
|                                 | Coureur                         | Pays                            | Équipe                          | Point(s)                        |
| 1er                             | Richard Carapaz                 | Équateur                        | EF Education-EasyPost           | 101 points                      |
| 2e                              | Tadej Pogačar                   | Slovénie                        | UAE Team Emirates               | 87 pts                          |
| 3e                              | Jonas Vingegaard                | Danemark                        | Team Visma-Lease a Bike         | 59 pts                          |
| 4e                              | Matteo Jorgenson                | États-Unis                      | Team Visma-Lease a Bike         | 53 pts                          |
| 5e                              | Remco Evenepoel                 | Belgique                        | Soudal Quick-Step               | 44 pts                          |
| 6e                              | Oier Lazkano                    | Espagne                         | Movistar Team                   | 41 pts                          |
| 7e                              | Jonas Abrahamsen                | Norvège                         | Uno-X Mobility                  | 36 pts                          |
| 8e                              | Wilco Kelderman                 | Pays-Bas                        | Team Visma-Lease a Bike         | 36 pts                          |
| 9e                              | David Gaudu                     | France                          | Groupama-FDJ                    | 30 pts                          |
| 10e                             | Simon Yates                     | Royaume-Uni                     | Team Jayco AlUla                | 30 pts                          |
| modifier                        |                                 |                                 |                                 |                                 |

| Classement général du meilleur jeune | Classement général du meilleur jeune | Classement général du meilleur jeune | Classement général du meilleur jeune | Classement général du meilleur jeune |
|                                      | Coureur                              | Pays                                 | Équipe                               | Temps                                |
| ------------------------------------ | ------------------------------------ | ------------------------------------ | ------------------------------------ | ------------------------------------ |
| 1er                                  | Remco Evenepoel                      | Belgique                             | Soudal Quick-Step                    | en 78 h 56 min 21 s                  |
| 2e                                   | Carlos Rodríguez                     | Espagne                              | Ineos Grenadiers                     | + 10 min 35 s                        |
| 3e                                   | Matteo Jorgenson                     | États-Unis                           | Team Visma-Lease a Bike              | + 15 min 42 s                        |
| 4e                                   | Santiago Buitrago                    | Colombie                             | Bahrain Victorious                   | + 15 min 55 s                        |
| 5e                                   | Ben Healy                            | Irlande                              | EF Education-EasyPost                | + 1 h 18 min 2 s                     |
| 6e                                   | Javier Romo                          | Espagne                              | Movistar Team                        | + 1 h 19 min 45 s                    |
| 7e                                   | Ilan Van Wilder                      | Belgique                             | Soudal Quick-Step                    | + 1 h 24 min 24 s                    |
| 8e                                   | Jordan Jegat                         | France                               | TotalEnergies                        | + 1 h 41 min 50 s                    |
| 9e                                   | Tobias Johannessen                   | Norvège                              | Uno-X Mobility                       | + 2 h 4 min 54 s                     |
| 10e                                  | Oscar Onley                          | Royaume-Uni                          | Team dsm-firmenich PostNL            | + 2 h 15 min 6 s                     |
| modifier                             |                                      |                                      |                                      |                                      |

| Classement par équipes | Classement par équipes  | Classement par équipes | Classement par équipes |
|                        | Équipe                  | Pays                   | Temps                  |
| ---------------------- | ----------------------- | ---------------------- | ---------------------- |
| 1re                    | UAE Team Emirates       | Émirats arabes unis    | en 236 h 59 min 0 s    |
| 2e                     | Team Visma-Lease a Bike | Pays-Bas               | + 27 min 25 s          |
| 3e                     | Soudal Quick-Step       | Belgique               | + 1 h 12 min 7 s       |
| 4e                     | Ineos Grenadiers        | Royaume-Uni            | + 1 h 12 min 52 s      |
| 5e                     | Lidl-Trek               | États-Unis             | + 2 h 1 min 25 s       |
| 6e                     | Movistar Team           | Espagne                | + 2 h 25 min 57 s      |
| 7e                     | Bahrain Victorious      | Bahreïn                | + 3 h 4 min 13 s       |
| 8e                     | EF Education-EasyPost   | États-Unis             | + 3 h 6 min 20 s       |
| 9e                     | Red Bull-Bora-Hansgrohe | Allemagne              | + 3 h 7 min 22 s       |
| 10e                    | Israel-Premier Tech     | Israël                 | + 3 h 36 min 25 s      |
| modifier               |                         |                        |                        |

## Abandons
Quatre coureurs ont abandonné.
- Stefan Küng (Groupama-FDJ) : non-partant
- Jake Stewart (Israel-Premier Tech) : non-partant
- Arnaud Démare (Arkéa-B&B Hotels) : hors délais
- Nils Eekhoff (Team dsm-firmenich PostNL) : abandon